# Автопортрет (Шевченко, 1847)
Автопортрет Тараса Шевченка, виконаний ним в Орську в 1847 році, перший автопортрет періоду заслання. Папір, олівець. Розмір 12,7 × 9,9. Датується часом прибуття Шевченка до Орська та на підставі листа А. І. Лизогуба від 7 січня 1848 року, в якому він писав з приводу цього автопортрета:

«Лист Ваш, коханий друже, я получыв на самисенький новый год. Превелыкая Вам дяка и за лист и за Вас; тилько важко на вас дывытысь».

На околиші кашкета позначення: 3. Р. — третя рота 5-го лінійного батальйону, у складі якої Т. Г. Шевченко служив рядовим в Орській фортеці.
Автопортрет знаходився в альбомі, що належав А. І. Лизогубу (арк. № 19). На аркуші під автопортретом чорнилом напис рукою А. І. Лизогуба: Т. Шевченко. Вгорі справа чорнилом позначено: 19.
В літературі зустрічається під назвами: «Автопортрет в солдатській формі»; «Шевченко — солдат»; «Тарас Шевченко в жовнірськім мундирі».
Зберігається в Національному музеї Тараса Шевченка. Попередні місця збереження: власність А. І. Лизогуба, Галаганів, Є. К. Трегубова, К. Є. Трегубової, І. А. Косенка, Центральний музей Т. Г. Шевченка.
В 1951 році експонувався на виставці образотворчого мистецтва Української РСР.